# Похищенное письмо
«Похи́щенное письмо́» (англ. The Purloined Letter), иногда Украденное письмо — рассказ американского писателя Эдгара Аллана По, впервые опубликованный в 1844 году. Рассказ является третьим из трёх произведений По о вымышленном сыщике Огюсте Дюпене, последовавший за «Убийством на улице Морг» и «Тайной Мари Роже». Все три рассказа признаны важнейшими произведениями зарождавшегося детективного жанра. 
В XX веке рассказ стал предметом двух знаменитых текстов Жака Лакана и Жака Деррида о природе желания.

## Сюжет
Неназванный рассказчик, от имени которого ведётся повествование, обсуждает с парижским сыщиком-любителем Огюстом Дюпеном его самые удивительные расследования. В этот момент к ним присоединяется Жиске, префект полиции, у которого дело к Дюпену.
В гостиной некой молодой леди похищено письмо, содержащее компрометирующие данные. Известно, что письмо похитил некий министр Д. Он был в комнате, видел письмо и подменил его другим малозначимым письмом. Д. шантажирует письмом свою жертву.
Префект сделал два основополагающих вывода, с которыми, в свою очередь, согласился и Дюпен:
1. Письмо до сих пор в руках министра, потому что собственно владение, а не употребление письма даёт власть.
2. Возможность представить письмо незамедлительно и в данное мгновение — это такое же важное условие, как и самое владение письмом.

Префект признаётся, что полицейские совершили обыск в доме министра, но ничего не нашли. Они смотрели даже за обоями и под коврами. Люди префекта осмотрели все столы и стулья с лупами, проверили обивку иглами, но не обнаружили никаких следов того, что кто-то нарушал их целостность.
Дюпен попросил префекта дать подробное описание письма. Дав описание, Жиске прощается с Дюпеном. В его отсутствие Дюпен и рассказчик обсуждают методы полиции по ведению обысков.
Они встречаются вновь через месяц в том же составе. На этот раз Жиске сообщает о готовности выплатить 50 тысяч франков тому, кто достанет письмо и выпутает его из всей этой истории. Дюпен с готовностью откликается. Он просит выписать ему чек на эту сумму и обещает тотчас вернуть Жиске письмо. Потрясённый Жиске выписывает ему чек и действительно получает письмо из рук Дюпена. Не задавая более никаких вопросов, он спешно покидает кабинет Дюпена.
Дюпен рассказывает удивлённому рассказчику, как именно ему удалось найти письмо. Он быстро понял, что министр Д. не стал бы прятать письмо именно в тех местах, где его бы искали полиция, так как это было бы достаточно очевидно, и поэтому спрятал его у всех на виду. На следующий день после разговора с префектом Дюпен лично заявился к министру под предлогом из прошлого и при этом специально надел тёмные очки, чтобы внимательно изучить помещение глазами. В итоге его взгляд упал на стопку писем, среди которых одно конкретное привлекло его внимание своей неаккуратностью. Поняв, что это и есть украденное письмо (министр всего лишь вывернул конверт наизнанку и скрепил своей печатью), Дюпен специально оставил у министра одну свою вещь (дабы иметь предлог потом вернуться), а затем с помощью нехитрых манипуляций создал копию письма (легко подделав в том числе и печать министра) и при следующей встрече подменил письмо.

## Публикация и отзывы
Из детективных рассказов По «Похищенное письмо» считается наиболее утончённым, поскольку повествование очищено от пережитков готической традиции. Впервые рассказ «Похищенное письмо» появился в 1844 году в журнале The Gift for 1845 с редакционным комментарием: «Это рождественский и новогодний подарок к 1845 году». Затем был перепечатан в других газетах и журналах. 
В мае 1844 года Эдгар Аллан По направил письмо Джеймсу Расселлу Лоуэллу, в котором признался, что считает «этот рассказ лучшим из того, что написал в духе „логических умозаключений“». Когда рассказ был опубликован в журнале The Gift, редактор охарактеризовал его как «прекрасную иллюстрацию к тому, сколь причудливой может быть игра воображения двух разных личностей в одном человеке» .